# Arènes de Trujillo
Pour les articles homonymes, voir Trujillo.
La Plaza de Toros de Trujillo est une arène pour spectacles taurins située dans la ville espagnole de Trujillo. L'édifice achevé en 1848 a été déclaré Bien d'Intérêt Culturel par la Junte de l'Estrémadure. Les arènes possèdent un total de 9 000 places et sont de troisième catégorie. Parmi les célébrités ayant toréé ici figurent entre autres Cocherito de Bilbao, Gallito, Vicente Pastor ou Rodolfo Gaona .

## Histoire
Depuis 1648 dans la ville de Trujillo se déroulaient des fêtes taurines sur la Plaza Mayor, notamment celles célébrées au motif de la visite de Felipe III à Trujillo. En 1846 un groupe de citoyens a décidé de créer une société avec la finalité d' édifier des arènes en dur permanentes ,.
Le 14 septembre 1847 la société a acquis les terrains pour 500 réals, en chargeant de la construction des arènes à l'architecte Calixto Francisco de la Muleta et au constructeur Manuel Mariño Mariño, pour un coût initial de 240 000 réals .
Le 7 novembre 2011 la mairie de Trujillo a déclaré les célébrations taurines Patrimoine Culturel Immatériel des trujillans, fêtes célébrées dans la ville depuis fait plus de 500 ans d'après les diverses études menées par le Club Taurino Trujillano .

## Architecture
La place est bâtie avec des pierres et du bois. Le diamètre de l'anneau mesure 35 mètres .
Il rentre faire mention, d'autre part, aux trois portes d'entrée qui configurent les accès aux arènes depuis l'extérieur, les deux toriles, les deux corrales (habilités pour héberger une course complète) et les six restants. Les arènes possèdent leur infirmerie (avec salle d'attente, salle d'opération, chambre avec deux lits et des bains) et deux guichets .
Les arènes peuvent héberger 9 000 spectateurs.

## Festivals
Trujillo célèbre différents festivals taurins tout au long de l'année :
- Une corrida à principe du mois de mai avec pour motif de la foire du fromage [7].
- En septembre, diverses capeas avec relâche de bêtes en honneur de la patronne de la ville[8].
- Lors des carnavals il y a au total trois capeas (une exclusive pour les femmes) en hommage aux anciennes capeas qui se faisaient dans la ville, toutes les capeas avec encierros préalables par les rues[9].

## Guerre Civile
Pendant la Guerre Civile, le parti Révolté a employé l'enceinte comme camp de concentration de prisonniers républicains au moins depuis juillet de 1937 à novembre  1939 .